# Јосип Ђерђа (политичар)
Јосип Ђерђа (хрв. Josip Gjergja; Арбанаси, код Задра, 11. фебруар 1911 — Београд, 18. фебруар 1990) био је дипломата, публициста, учесник Народноослободилачке борбе и друштвено-политички радник СФР Југославије и СР Хрватске.

## Биографија
Рођен је 1911. године у Арбанасима код Задра. По завршетку четири разреда класичне гимназије, заједно је с оцем и браћом пребегао из Задра у Југославију 1930. године.
Дошавши у Загреб 1933, укључио се у комунистички покрет и постао члан Комунистичке партије Југославије 1934. године. Због комунистичке делатности био је ухапшен и осуђен на робију у Сремској Митровици, коју је служио од 1935. до 1938. године.
Године 1941. прикључио се Народноослободилкачком покрету Југославије. Био је секретар Агитпропа Централног комитета КП Хрватске и уређивао „Вјесник“ до јануара 1943. године. Затим је покренуо и до половине 1944. уређивао лист „Напријед“, гласило КПХ.
Након рата, радио је као начелник одељења у Президијуму владе ФНРЈ, али је убрзо прешао у дипломатску службу обављајући функције посланика, амбасадора, шефа мисија, саветника и помоћника државног секретара за спољне послове (1945—1963). Био је амбасадор Југославије у Албанији (1945—1948), Мађарској, Бугарској (1948—1949), Индији (1950—1951), Бурми и Египту (1956—1963). Био је један од теоретичара и тумача политике несврстаних.
Био је биран и у највише органе политичких организација: члан ЦК СКХ (1948—1958) и Председништва ССРН Југославије (1966—1970). У више мандата био је посланик у Савезној скупштини (1963—1972), те њен потпредседник (1970—1972). На ту је функцију поднео оставку 1972, објавивши јавно да се не слаже с прекидом политике коју је спроводило руководство СРХ до 21. седнице Председништва СКЈ у Карађорђеву 1971. године.
Умро је 18. фебруара 1990. године у Београду.

## Публицистика
О међународној политици и односима те политици несврставања писао у часописима „Међународна политика“ (1952—1971) и „Међународни проблеми“ (1952—1971, 1975) те као стални или повремени коментатор у недељницима и дневницима „Ослобођење“, „Рад“, „Вјесник“, „Вјесник у сриједу“ и „Данас“.